# Línea Murcia-Caravaca
La línea Murcia-Caravaca fue una línea férrea española de ancho ibérico que unía las localidades de Murcia y Caravaca. El trazado, que tenía unos 78 kilómetros de longitud, estuvo operativo entre 1933 y 1971. La línea sería clausurada al servicio a comienzos de la década de 1970 debido a su bajo tráfico y lo poco rentable que resultaba su explotación. No obstante, el tramo Alguazas-Murcia se mantuvo abierto al tráfico de mercancías hasta la década de 1990. 
Tras su desmantelamiento el antiguo trazado sirvió de base para la creación de la llamada Vía Verde del Noroeste.

## Historia

### Orígenes y construcción
En las primeras décadas del siglo XX diversos sectores sociales de Murcia abogaron por la construcción de una línea férrea que uniera Murcia con Caravaca de la Cruz y otras localidades de la provincia. Hubo varios proyectos de distinto tipo que no llegraon a prosperar, hasta que en 1909 un grupo de presión liderado por el político Juan de la Cierva y Peñafiel presentó a las autoridades una propuesta para un ferrocarril de Fortuna a Caravaca de la Cruz. El proyecto que finalmente saldría era un trazado entre Murcia y Caravaca, incluido en el Plan de Ferrocarriles Secundarios y Estratégicos. En 1919 la administración aprobó la construcción del ferrocarril, iniciándose las obras en 1921.
La línea, cuya construcción corrió a cargo del Estado, seguiría el trazado de Molina de Segura, Mula, Bullas y Caravaca de la Cruz. En la localidad de Alguazas se cruzaba con la línea Chinchilla-Cartagena, explotada por MZA, compartiendo ambas la estación. Hubo alguna propuesta de prolongar la línea hasta Baeza, si bien esto no se materializó. En la capital murciana se levantó la estación de Murcia-Zaraiche, como cabecera de la línea. Los muelles, cocheras y el edificio de viajeros de Murcia-Zaraiche estaban terminados para 1930, a pesar de lo cual la entrada en servicio de la línea se retrasó varios años debido a los problemas que presentó la orografía de la zona.

### Explotación
El ferrocarril fue finalmente inaugurado el 29 de mayo de 1933, ya en tiempos de la Segunda República. El evento contó con la asistencia de autoridades, como el director general de Ferrocarriles. La gestión de la línea fue asumida por el organismo de Explotación de Ferrocarriles por el Estado, si bien este confiaría su explotación a la compañía privada MZA (Madrid-Zaragoza-Alicante). 
En 1941, tras la nacionalización de los ferrocarriles de ancho ibérico, la línea pasó a formar parte de la Red Nacional de los Ferrocarriles Españoles (RENFE). En 1964 la tracción vapor en la línea fue sustituida por tracción diésel, pasando a realizarse los servicios de viajeros mediante automotores. Aunque en su época tuvo una cierta relevancia de carácter provincial, durante la mayor parte de su historia fue una línea deficitaria y con poco tráfico, lo que terminaría determinando su final. El 15 de enero de 1971 la mayor parte del ferrocarril fue clausurado al tráfico, procediéndose a desmantelar el trazado Caravaca-Alguazas entre noviembre de 1971 y junio de 1972. Unos años después, en 1978, se desmanteló el tramo de Murcia-Zairache al punto kilométrico 3,3. Una parte de los carriles y traviesas recuperados serían reutilizados en el ferrocarril Murcia-Granada. El tramo comprendido entre Alguazas y Espinardo se mantuvo abierto al tráfico de mercancías hasta la década de 1990.

## Estado actual
Durante muchos años el antiguo trazado, ya sin las vías, estuvo abandonado y sin uso. No obstante, entre 1998 y 2011 se procedió a su progresiva rehabilitación para instalar la denominada Vía Verde del Noroeste, que forma parte de la Red de Caminos Naturales del Ministerio de Agricultura, Pesca y Alimentación. Así mismo, se recuperaron algunas de las estaciones ferroviarias.

## Trazado y características
La línea tenía una longitud de 78, 063 kilómetros, en ancho ibérico y vía única sin electrificar. Con excepción del perfil suave que predominaba entre Murcia y Espinardo, a lo largo del trazado predominaba un perfil duro de curvas continuas con rampas de 19 y 20 milésimas, atravesando también diversos rios: Segura, Quípar o Argos. Esto llevó a la realización de diversas obras de fábrica en la zona. Se llegaron a levantar una decena de puentes y viaductos de diversa longitud y se perforaron hasta seis túneles. Para atender a las diversas poblaciones de la zona se llegaron a levantar unas 13 estaciones y 2 apeaderos, destacando entre todas ellas la estación de Murcia-Zaraiche por ser la cabecera del ferrocarril. También sobresalía la estación de Alguazas, ya existente, por ser un punto de enlace con la línea Chinchilla-Cartagena. En la capital murciana el trazado carecía de enlace con otros ferrocarriles.